# Ласгерди
Ласгерди (Läsgerdi, Lasjerdi, Läsjerdi) — один из местных языков остана Семнан на северо-западе Ирана, на котором говорят в деревне Ласгерде, северо-западнее от города Семнан. Ласгерди также связан с сорхейским языком.

## Описание
Относится к флективно-аналитическим языкам. Синтаксически является номинативным языком. Падежи существительных отсутствуют, их функцию выполняют местоположение, согласование со сказуемым, предлоги и послелоги. В фонетическом составе выделяют 19 гласных звуков. Ударение в большинстве случаев падает на последний слог. Язык не имеет письменности и существует только в разговорной форме.